# 4 mars 1978
Le 4 mars 1978 est le 63e jour de l'année 1978 du calendrier grégorien. Il s'agit d'un samedi.

## Naissances
- Denis Dallan, joueur de rugby italien
- Pierre Dagenais, joueur de hockey canadien

## Sport
- Ronnie Peterson remporte le Grand Prix automobile d'Afrique du Sud 1978.